# Zámek Moulin
Zámek Moulin se nachází v obci Lassay-sur-Croisne v departementu Loir-et-Cher, region Centre-Val de Loire a patří k zámkům na Loiře. Byl vybudován v letech 1480 až 1501.